# Giovanni Battista Canaveri
Giovanni Battista Canaveri (Borgomaro, 25 settembre 1753 – Vercelli, 13 gennaio 1811) è stato un vescovo cattolico italiano.

## Biografia
Nacque da una distinta famiglia ligure originaria di Bagnasco presso Ormea. Si laureò in teologia all'università di Torino il 23 dicembre 1773. Entrò nell'Oratorio di San Filippo Neri e fu ordinato presbitero il 21 settembre 1776 e incardinato nell'arcidiocesi di Torino. Intorno al 1787 era annoverato fra i simpatizzanti del movimento antigiansenista delle Amicizie cristiane, fondato dal padre Diessbach, gesuita. Fu nominato esaminatore sinodale nel 1788. Confessore della principessa Maria Felicita di Savoia, la esortò a fondare una casa di riposo per le vedove nobili, di cui lo stesso Canaveri fu direttore.
Il 24 luglio 1797 fu nominato vescovo di Biella e il 6 agosto dello stesso anno fu consacrato vescovo a Roma dal cardinale Giacinto Sigismondo Gerdil, che ebbe parte nella redazione della bolla Auctorem fidei di papa Pio VI, che condannava il giansenismo. Il 18 agosto prese possesso della diocesi per procura del canonico Giuseppe Antonio Gromo e fece il suo ingresso il 26 novembre seguente.
Nella convulsa fase politica determinata dall'occupazione francese, con l'istituzione della Repubblica Piemontese nel 1798, la restaurazione monarchica nell'anno successivo, il ritorno dei francesi nel giugno del 1800 e l'annessione del Piemonte alla Francia nel 1802, il vescovo Canaveri si adoperò per ottenere dalla popolazione il rispetto dell'autorità costituita, qualunque essa fosse. L'atteggiamento del vescovo, sebbene fosse dettato da ragioni di opportunità, era anche ispirato dall'avversione per i giacobini, perciò non ebbe difficoltà ad accettare il governo del Primo Console e anzi con le lettere pastorali del 29 settembre 1801 e del 4 vendemmiaio 1802 prima minacciò la sospensione a divinis per i preti antifrancesi, poi si espresse a favore dell'annessione, suscitando la disapprovazione del suo clero. Riuscì comunque a ottenere la fiducia del ministro dei culti Jean-Étienne-Marie Portalis.
Il 1º giugno 1803 la diocesi di Biella fu soppressa. Canaveri si recò a Parigi, dove divenne membro del Consiglio della Grande Limosineria dell'Imperatore e Primo Limosiniere di Madama Letizia, incarichi di Corte, che dimostrano il favore di cui godeva presso i francesi. Il 1º febbraio 1805 Canaveri divenne vescovo di Vercelli, sede a cui Biella era stata riunita. Anche dopo la nomina vescovile compì frequenti viaggi a Parigi: dal maggio all'ottobre del 1806, dal dicembre del 1807 al marzo del 1808, dall'estate fino al 28 ottobre 1808, poi ancora nel giugno del 1810. Fu creato barone dell'Impero Francese con patenti datate 18 maggio 1808, con trasmissibilità del titolo a un nipote.
Nello stesso tempo, cercò di meritare i favori imperiali, fornendo un appoggio alla politica di Napoleone, ad esempio in materia di coscrizione obbligatoria. Prese parte alle seconde nozze di Napoleone, dimostrando accondiscendenza, là dove il cardinale Ercole Consalvi e altri tredici cardinali avevano opposto un rifiuto. Anche la nomina del vicario generale, Carlo Felice Busca della Rocchetta, un febroniano, andò nella direzione di compiacere le autorità.
Il legame con la Corte imperiale mise Canaveri nella difficile situazione di prendere posizione nel conflitto tra papa Pio VII e Napoleone, sorto dopo il 1806 e culminato nella scomunica dell'Imperatore, il 10 giugno 1809. Canaveri scelse comunque la fedeltà all'imperatore e fece parte di un ristretto gruppo di ecclesiastici convocato da Napoleone per reagire alla scomunica, ricorrendo ad un appello alla Chiesa gallicana. Canaveri propose la competenza di un concilio nazionale per avallare le nomine vescovili fatte da Napoleone e rifiutate dalla Santa Sede.
Un altro esempio della docilità di Canaveri verso il potere politico si ha nella risposta al ministro Portalis, che sospettava che nella diocesi di Vercelli circolassero libri di pietà contrari al sentimento nazionale. Canaveri rispose citando i testi di teologia che riportavano massime antigallicane, sostenendo l'infallibilità papale. In seguito all'ordine del ministro dei culti, nel 1810 fece insegnare a Vercelli gli articoli del Clero gallicano del 1682, già condannati dai papi.
Canaveri lasciò il suo patrimonio librario al Seminario vescovile di Biella; il fondo costituisce il primo nucleo dell'attuale Biblioteca diocesana, detta anche nelle carte "Biblioteca del Canaveri", che aprirà ufficialmente al pubblico nel 1843.

## Genealogia episcopale
La genealogia episcopale è:
- Cardinale Scipione Rebiba
- Cardinale Giulio Antonio Santori
- Cardinale Girolamo Bernerio, O.P.
- Arcivescovo Galeazzo Sanvitale
- Cardinale Ludovico Ludovisi
- Cardinale Luigi Caetani
- Cardinale Ulderico Carpegna
- Cardinale Paluzzo Paluzzi Altieri degli Albertoni
- Papa Benedetto XIII
- Papa Benedetto XIV
- Papa Clemente XIII
- Cardinale Marcantonio Colonna
- Cardinale Giacinto Sigismondo Gerdil, B.
- Vescovo Giovanni Battista Canaveri